# Monacrosporium iridis
Monacrosporium iridis är en svampart som först beskrevs av Ts. Watan., och fick sitt nu gällande namn av A. Rubner & W. Gams 1996. Monacrosporium iridis ingår i släktet Monacrosporium och familjen vaxskålar.   Inga underarter finns listade i Catalogue of Life.